# リトル・イタリー (マンハッタン)

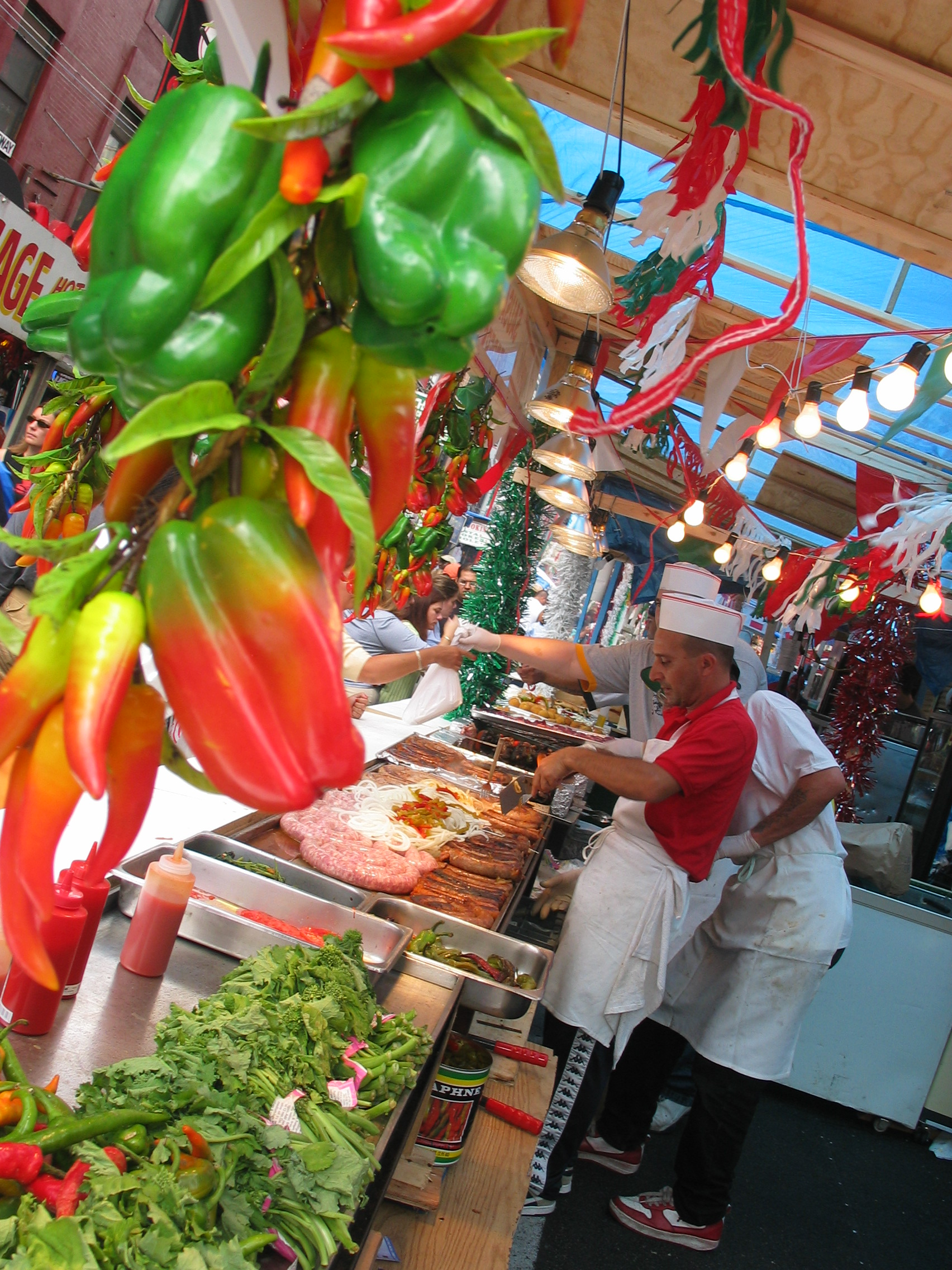
サン・ジェナーロ祭でのリトル・イタリー

リトル・イタリー (Little Italy) とは、ニューヨーク市マンハッタン区ロウワー・マンハッタンにある、イタリア系の住民が多く住む地区である。

## 概要
リトル・イタリーと呼ばれる場所はアメリカやカナダにいくつかあるが、このマンハッタンのものが特に有名である。
南はベイヤード・ストリート (Bayard street)、北はブリーカー・ストリート、西はラファイエット・ストリート (en)、東はバワリーまでの地域を言ったが、20世紀半ばより多くのイタリア系アメリカ人がほかの地区や郊外に引っ越すようになり、リトル・イタリーは縮んできている。現在は、キャナル・ストリートとケンメア・ストリート (Kenmare street) の間の、マルベリー・ストリート (en) をメインとする数ブロックとなっている。近隣はチャイナ・タウンに飲み込まれ、アジア系移民が多く住む場所ともなってきている。
リトル・イタリーはマルベリー・ベンド (en) に端を発している。1910年にこの地区のイタリア人人口は約10,000人に達し、ピークを迎えた。20世紀に入る頃には、第14区 (Fourteenth Ward) の住人の90%はイタリア生まれか、イタリア系であった。

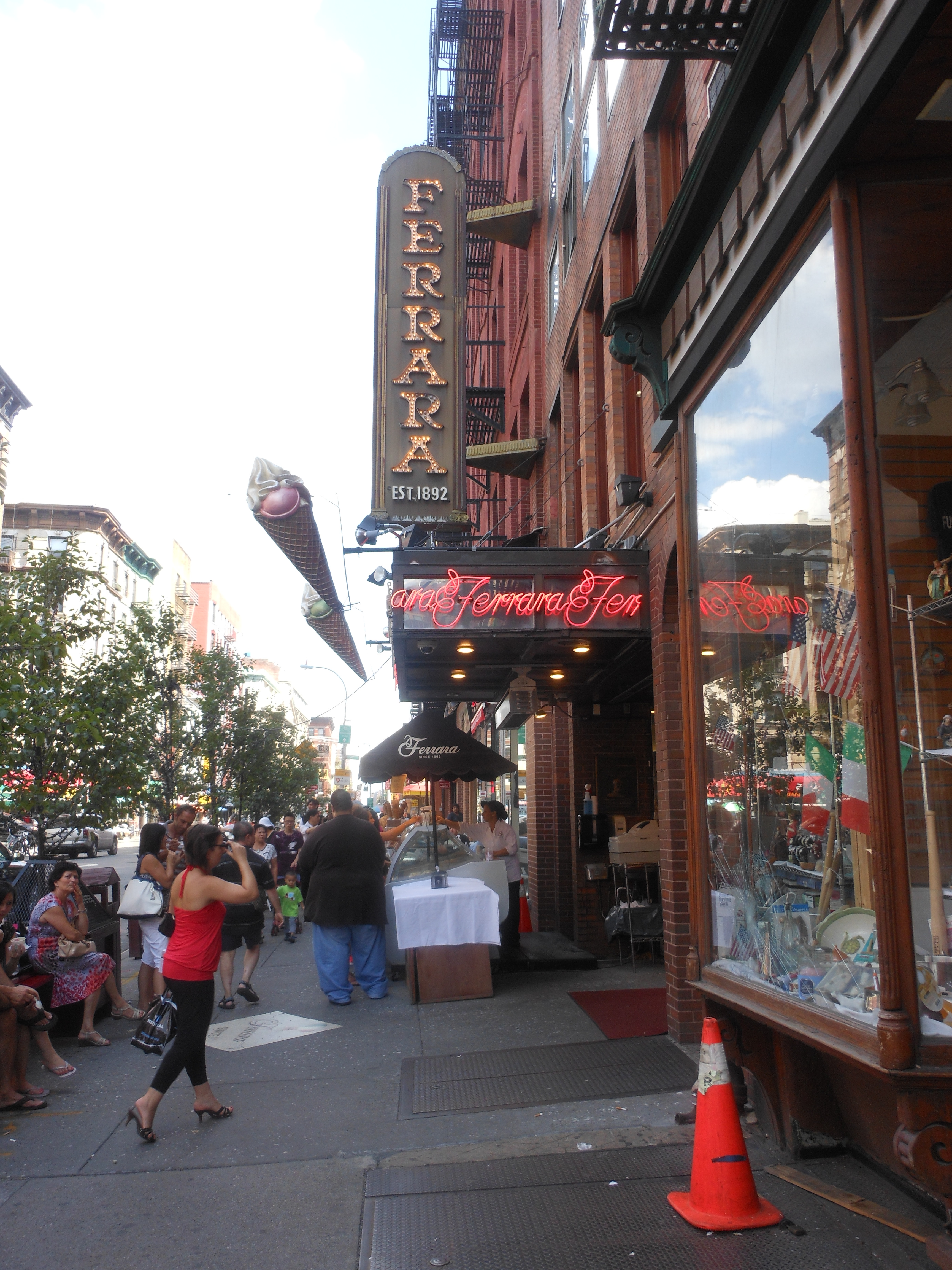
1892年開業のFerrara Cafe

第二次世界大戦後、ロウアー・イースト・サイドに住む多くの移民たちはブルックリン、スタテン・アイランド、ロングアイランドおよびニュージャージーへと移っていった。1965年移民国籍法 (en) によって移民制限が撤廃された後、中国系移民が大量にこの地区に住み着くようになった。現在では、アップタウン・マンハッタンのイタリアン・ハーレムの方が、リトル・イタリーよりもイタリア系人口が多い。